# Eunice Kirwa
Eunice Jepkirui Kirwa (Nairobi, 20 maggio 1984) è un'ex maratoneta e mezzofondista keniota naturalizzata bahreinita, vincitrice della medaglia d'argento nella maratona a Rio de Janeiro 2016.

## Biografia
Nel maggio 2019 l'agenzia antidoping della IAAF ha comunicato la positività della Kirwa all'eritropoietina.

## Palmarès
| Anno                          | Manifestazione   | Sede           | Evento       | Risultato | Prestazione | Note |
| ----------------------------- | ---------------- | -------------- | ------------ | --------- | ----------- | ---- |
| In rappresentanza del Kenya   |                  |                |              |           |             |      |
| 1999                          | Mondiali allievi | Bydgoszcz      | 1500 m piani | 5ª        | 4h27'78"    |      |
| 2001                          | Mondiali allievi | Debrecen       | 1500 m piani | Batteria  | 4h29'46"    |      |
| In rappresentanza del Bahrein |                  |                |              |           |             |      |
| 2014                          | Giochi asiatici  | Incheon        | Maratona     | Oro       | 2h25'37"    |      |
| 2015                          | Mondiali         | Pechino        | Maratona     | Bronzo    | 2h27'39"    |      |
| 2016                          | Giochi olimpici  | Rio de Janeiro | Maratona     | Argento   | 2h24'13"    |      |
| 2017                          | Mondiali         | Londra         | Maratona     | 6ª        | 2h28'17"    |      |

## Campionati nazionali
2003
- Oro ai campionati kenioti, 2000 m siepi - 6'33"0

2004
- Bronzo ai campionati kenioti, 3000 m siepi - 10'19"2

## Altre competizioni internazionali
2005
- 17ª al Boulder International Challenge ( Boulder) - 35'13"

2006
- 8ª alla Mezza maratona di Parkersburg ( Parkersburg) - 1h18'32"
- Bronzo all'Azalea Trail Run ( Mobile) - 33'38"
- 22ª alla Tufts Health Plan 10K ( Boston) - 35'34"

2007
- 7ª alla Mezza maratona di Rio de Janeiro ( Rio de Janeiro) - 1h16'00"

2008
- Bronzo alla Corrida di Aracaju ( Aracaju), 25 km - 1h31'49"
- 4ª alla Mezza maratona di Rio de Janeiro ( Rio de Janeiro) - 1h14'52"
- Argento alla Mezza maratona di San Paolo ( San Paolo) - 1h15'00"
- Oro alla Mezza maratona di Betim ( Betim) - 1h15'02"
- Argento alla 10 Milhas Garoto ( Vitória), 10 miglia - 56'29"
- Argento alla Carrera Integracion ( Campinas) - 33'46"

2009
- Argento alla Mezza maratona di San Paolo ( San Paolo) - 1h13'34"
- Oro alla Mezza maratona di Rio de Janeiro ( Rio de Janeiro) - 1h14'09"
- Oro alla Santos Tribuna 10K ( Santos) - 32'52"
- Oro al Circuito Caixa ( Curitiba) - 34'27"
- Oro alla Corrida Internacional ( Manaus) - 34'56"

2010
- Oro alla Mezza maratona di Rio de Janeiro ( Rio de Janeiro) - 1h14'37"
- Oro alla 10 Milhas Garoto ( Vitória), 10 miglia - 55'11"
- Argento alla Corrida Internacional de São Silvestre ( San Paolo), 15 km - 51'42"
- Oro alla Santos Tribuna 10K ( Santos) - 33'05"

2011
- Oro alla Mezza maratona di Rio de Janeiro ( Rio de Janeiro) - 1h10'29"
- Oro alla 10 Milhas Garoto ( Vitória), 10 miglia - 55'43"
- Bronzo alla Corrida Internacional de São Silvestre ( San Paolo), 15 km - 50'58"
- Oro alla Santos Tribuna 10K ( Santos) - 32'07"
- Oro alla Corrida di San Fernando ( Maldonado) - 34'12"

2012
- Argento alla Maratona di Amsterdam ( Amsterdam) - 2h21'41"
- Oro alla Maratona di Asunción ( Asunción) - 2h33'43"
- Oro alla Mezza maratona di Azpeitia ( Azpeitia) - 1h08'39"
- Argento alla Mezza maratona di Rio de Janeiro ( Rio de Janeiro) - 1h09'52"
- Argento alla Santos Tribuna 10K ( Santos) - 31'57"
- Oro alla Corrida de Reis ( Cuiabá) - 34'15"

2013
- 5ª alla Maratona di Francoforte ( Francoforte sul Meno) - 2h23'45"
- Bronzo alla Maratona di Parigi ( Parigi) - 2h23'54"
- Argento alla Maratona di Xiamen ( Xiamen) - 2h30'00"
- Argento alla Mezza maratona di Lisbona ( Lisbona) - 1h08'59"
- Argento alla Mezza maratona di Gifu ( Gifu) - 1h10'09"
- Argento alla Mezza maratona di Luanda ( Luanda) - 1h10'57"

2014
- Oro alla Maratona di Danzhou ( Danzhou) - 2h26'12"
- Oro alla Maratona di Lanzhou ( Lanzhou) - 2h31'53"
- 4ª alla Mezza maratona di Lisbona ( Lisbona) - 1h08'59"
- Oro alla Mezza maratona di Luanda ( Luanda) - 1h08'31"

2015
- Oro alla Nagoya Women's Marathon ( Nagoya) - 2h22'08"
- Oro alla Mezza maratona di Gifu ( Gifu) - 1h09'37"

2016
- Oro alla Nagoya Women's Marathon ( Nagoya) - 2h22'40"
- Oro alla Mezza maratona di Marugame ( Marugame) - 1h08'06"
- Oro alla Mezza maratona di Gifu ( Gifu) - 1h08'55"

2017
- Oro alla Nagoya Women's Marathon ( Nagoya) - 2h21'17"
- Oro alla Maratona di Macao ( Macao) - 2h29'12"
- Argento alla Mezza maratona di Istanbul ( Istanbul) - 1h06'46"
- Oro alla Mezza maratona di Marugame ( Marugame) - 1h08'07"